# Перевалочна База
Перева́лочна Ба́за — пасажирський зупинний пункт Ужгородської дирекції Львівської залізниці.
Розташований у місті Мукачево Мукачівської міськради Мукачівського району Закарпатської області між станціями Мукачево та Ключарки.
За півкілометра від зупинки розташований пункт перестановки вагонів із широкої української на вузьку європейську колію. Перевалочна База має стратегічно важливе значення для Укрзалізниці, оскільки допомагає розвантажити рух вантажних поїздів на Чопському напрямку.
До платформи виходить вулиця Тимірязєва, якою можна дістатись до славнозвісного Мукачівського замку.